# سمر الديوب
سمر جورج الديوب ناقدة أدبية وكاتبة وأستاذة جامعية من سوريا. ولدت في عام 1970، وحصلت على تعليمها العالي في جامعة البعث في حمص من عام 1992 إلى عام 2002. وهي عضو في كل من اتحاد الكتاب العرب واتحاد كتاب الانترنت العرب منذ 2015. ولها العديد من المؤلفات ومن أشهرها: الخطاب ثلاثي الأبعاد دراسات في الأدب العربي المعاصرالذي رشح لجائزة الشيخ زايد للكتاب في دورتها الثالثة عشرة. كما حصلت على عدة جوائز منها جائزة الاستحقاق من جوائز ناجي نعمان الأدبية لعام 2016 وجائزة الدولة التشجيعية في مجال النقد والدراسات والترجمة لعام 2016.

## السيرة الذاتية
ولدت سمر الديوب في الأول من ديسمبر عام 1970 في سوريا. ونالت إجازة في الآداب والعلوم الإنسانية من جامعة البعث سنة 1992، ودبلوم دراسات عليا من قسم الدراسات الأدبية في 1993، ودرجة الماجستير باختصاص أدب صدر الإسلام والعصر الأموي سنة 1998، والدكتوراه أيضاً باختصاص أدب صدر الإسلام والعصر الأموي عام 2002 من نفس الجامعة.
وعملت معيدةً في جامعة البعث من 1992 إلى 2002، ونائب عميد كلية الحقوق للشؤون الإدارية والطلاب سنة 2007 ومن ثم عينت أستاذاً مساعداً في كلية الآداب والعلوم الإنسانية عام 2009 إلى عام 2015 لنفس الجامعة. وفي 2011، كانت نائب عميد كلية الآداب للشؤون العلمية في جامعة البعث، ثم عميداً لكلية الآداب والعلوم الإنسانية في جامعة البعث منذ 2017 حتى 2019. وأصبحت عضواً في كل من اتحاد الكتاب العرب واتحاد كتاب الانترنت العرب في 2015. وهي نائب رئيس جامعة الحواش الخاصة للبحث العلمي وأستاذة في قسم اللغة العربية في جامعة البعث في حمص.
لدى الديوب أكثر من ثمانين من الأعمال البحثية والعلمية المنشورة في مجلدات ومجلات عربية شتى منذ 2005. ولها مشروع بحثي خاص يركز على الثنائيات الضدية ضمن مستويات علمية وفكرية وأدبية، ويهدف البحث إلى ربط الأدب العربي القديم بمشروع الحداثة من خلال تطبيق النظريات العلمية الحديثة على الأدب العربي. يضاف إلو ذلك أنها شاركت في العديد من المؤتمرات والمهرجانات والندوات المحلية والإقليمية المتعلقة بالنقد والأدب العربي. وقامت الديوب في عام 2010، بإعداد وتقديم برنامج لغة الضاد اليومي على محطة صوت الشعب في دمشق، وكانت جزءاً في لجنة التحكيم المختصة في برنامج شعراء الشام الذي أقامته وزارة الثقافة السورية عام 2016.

## المؤلفات
ومن مؤلفاتها:
- أدب صدر الإسلام– تحليل نصوص أدبية، 2008
- الثنائيات الضدية -دراسات في الشعر العربي القديم، 2009
- ليلى الأخيلية، 2012
- التشكيل الفني في الشعر العربي القديم – شعر صدر الإسلام أنموذجاً، 2013
- النص العابر: دراسات في الأدب العربي القديم، 2014
- مجاز العلم- دراسات في أدب الخيال العلمي، 2015
- الخطاب ثلاثي الأبعاد: دراسات في الأدب العربي المعاصر، 2016
- الثنائيات الضدية- دراسات فكرية: دراسة في مصطلح الثنائيات الضدية، 2017
- الإيقاع الثنائي الضدّي - منشورات دائرة الثقافة والإعلام في الشارقة، 2021
- المرايا المتوازية: دراسات في الأدب العربي القديم - مركز أبو ظبي للغة العربية، 2021

## الجوائز
- حاز بحثها “اللغة العربية بين الرؤية والرؤيا” جائزة في مسابقة تمكين اللغة العربية لنقابة المعلمين في سورية عام 2011.
- في عام 2012، حازت على جائزة مسابقة الموقف الأدبي لاتحاد الكتاب العرب عن بحثها “الأدب الرقمي بين الإبداع والنقد”.[4]
- فاز بحثها «ثنائية وجهة النظر والرؤيا في أدب الخيال العلمي» بجائزة الاستحقاق من جوائز ناجي نعمان الأدبية لعام 2016.[3]
- نالت جائزة الدولة التشجيعية في مجال النقد والدراسات والترجمة لعام 2016.[4]